# Dècada del 1750

## Esdeveniments
- Comença a publicar-se l'Enciclopèdia
- Guerra dels Set Anys
- Fundació del Museu Britànic
- Es deporten cada any 80000 esclaus africans cap a Amèrica
- La població mundial assoleix els 830 milions
- Domini de la Companyia Holandesa de les Índies Orientals sobre Java i altres illes
- Decadència de l'Imperi Mogol i auge dels marathes

## Personatges destacats
- Lluís XV de França
- Maria Teresa I d'Àustria
- Carles III d'Espanya